# Boglárka Takács
Boglárka Emese Takács (* 28. August 2001 in Mór) ist eine ungarische Leichtathletin, die sich auf den Sprint spezialisiert hat. Sie ist aktuelle Inhaberin der Landesrekorde im 100- und 200-Meter-Lauf.

## Sportliche Laufbahn
Erste internationale Erfahrungen sammelte Boglárka Takács im Jahr 2017, als sie beim Europäischen Olympischen Jugendfestival (EYOF) in Győr in 11,58 s die Silbermedaille im 100-Meter-Lauf gewann und mit der ungarischen 4-mal-100-Meter-Staffel das Finale erreichte, in dem sie ihren Lauf aber nicht beenden konnte. Im Jahr darauf gewann sie bei den U18-Europameisterschaften ebendort in 11,75 s die Silbermedaille über 100 Meter und schied kurz darauf bei den U20-Weltmeisterschaften in Tampere mit 11,88 s in der ersten Runde aus. Im Herbst nahm sie an den Olympischen Jugendspielen in Buenos Aires teil und erreichte dort Rang vier. 2019 wurde sie bei den U20-Europameisterschaften im schwedischen Borås in 11,73 s Achte und schied mit der Staffel mit 46,28 s in der Vorrunde aus. 2021 schied sie bei den U23-Europameisterschaften in Tallinn mit 11,65 s und 24,13 s jeweils im Halbfinale über 100 und 200 Meter aus und auch bei den Europameisterschaften 2022 in München schied sie mit 11,49 s im Semifinale über 100 Meter aus. Zudem verpasste sie mit der 4-mal-100-Meter-Staffel mit 44,19 s den Finaleinzug. Im Jahr darauf kam sie bei den Halleneuropameisterschaften in Istanbul mit 7,42 s nicht über den Vorlauf über 60 Meter hinaus. Im Juni belegte sie bei der 2. Liga der Team-Europameisterschaft, die im Zuge der Europaspiele in Chorzów stattfand, in 11,36 s den dritten Platz über 100 Meter und siegte mit der Staffel in 43,39 s und stellte damit einen neuen Landesrekord auf. Zudem verbesserte sie im Juni die ungarischen Landesrekorde über 100 und 200 Meter auf und 11,14 s und 22,77 s. Anschließend gewann sie bei den U23-Europameisterschaften in Espoo in 11,30 s die Silbermedaille über 100 Meter hinter der Niederländerin N’ketia Seedo und über 200 Meter gewann sie in 23,33 s die Silbermedaille hinter der Belgierin Delphine Nkansa. Daraufhin schied sie bei den Weltmeisterschaften in Budapest mit 11,26 s im Halbfinale über 100 Meter aus und kam über 200 Meter mit 23,24 s nicht über den Vorlauf hinaus. Zudem verpasste sie mit der Staffel mit 43,38 s den Finaleinzug. 2024 verbesserte sie den ungarischen Hallenrekord über 60 Meter auf 7,20 s und schied im März bei den Hallenweltmeisterschaften in Glasgow mit 7,21 s im Halbfinale aus. Im Mai verbesserte sie die Landesrekorde über 100 und 200 Meter auf 11,11 s und 22,71 s, ehe sie bei den Europameisterschaften in Rom mit 11,16 s im Halbfinale über 100 Meter ausschied, wie auch über 200 Meter mit 23,09 s. Bereits im Mai wurde sie bei den World Athletics Relays in Nassau in 44,04 s Dritte im B-Lauf in der 2. Qualifikationsrunde über 4-mal 100 Meter für die Olympischen Spiele und verpasste damit eine Direktqualifikation. Im August schied sie bei den Olympischen Sommerspielen in Paris mit 11,26 s im Halbfinale über 100 Meter aus und über 200 Meter schied sie mit 23,05 s in der Hoffnungsrunde aus.
2025 verbesserte sie bei den Halleneuropameisterschaften in Apeldoorn den Landesrekord über 60 Meter auf 7,09 s und belegte dann in 7,12 s den siebten Platz im Finale. Kurz darauf schied sie bei den Hallenweltmeisterschaften in Nanjing mit 7,25 s im Halbfinale aus.
In den Jahren 2019, 2022 und 2023 wurde Takács ungarische Meisterin im 100-Meter-Lauf sowie 2019 und von 2021 bis 2023 auch über 200 Meter. Zudem siegte sie 2022 auch in der 4-mal-100-Meter-Staffel. 2019 und 2024 wurde sie Hallenmeisterin im 200-Meter-Lauf sowie 2024 und 2025 auch über 60 Meter.

## Persönliche Bestzeiten
- 100 Meter: 11,10 s (+1,5 m/s), 2. August 2024 in Paris (ungarischer Rekord)
  - 60 Meter (Halle): 7,09 s, 9. März 2025 in Apeldoorn (ungarischer Rekord)
- 200 Meter: 22,71 s (+0,8 m/s), 26. Mai 2024 in Budapest (ungarischer Rekord)
  - 200 Meter (Halle): 23,56 s, 18. Februar 2024 in Nyíregyháza